# Stanley Morgan
Stanley Douglas Morgan (Easley, 17 febbraio 1955) è un ex giocatore di football americano statunitense che ha militato nel ruolo di wide receiver nella National Football League (NFL).

## Carriera
Al college Morgan giocò a football a Tennessee. Fu scelto come venticinquesimo assoluto nel Draft NFL 1977 dai New England Patriots. Malgrado l'essere stato utilizzato principalmente come running back nel suo primo anno, la sua notevole velocità lo aiutò a passare senza difficoltà al ruolo di wide receiver. Ebbe una media di oltre 20 yard per ricezione nelle sue prime sei stagioni, con un record in carriera e un record di franchigia di 24,1 nel 1978. Guidò la NFL in yard medie per ricezione nel 1979, 1980 e 1981 e chiuse la carriera con le tre migliori prestazioni della storia dei Patriots (e sei tra le prime 12). Guidò anche la lega in touchdown su ricezione nel 1979 con l'allora record di franchigia di 12. In una gara del 1978 contro i Baltimore Colts, Morgan ebbe cinque ricezioni per un record di franchigia di 170 yard; superò il suo sesto primato nel 1981 quando ne ricevette 182 contro i Miami Dolphins, un record che resistette per 17 anni.
Stanley superò le 1.000 yard ricevute per un record di franchigia di tre volte (1979, 1981, 1986)). La sua migliore annata fu quella del 1986 quando ricevette 84 passaggi per l'allora primato del club di 1.491 yard (superato da Randy Moss nel 2007) e 10 touchdown, guidando i Patriots al titolo di division della AFC East. Fu convocato per quattro Pro Bowl e inserito per due volte nella seconda formazione ideale della stagione All-Pro. Fu membro della squadra che raggiunse il primo Super Bowl della storia della franchigia nel 1985, ricevendo 6 passaggi per 51 yard nel Super Bowl XX, perso contro i Chicago Bears. Dopo tredici stagioni a New England, fu scambiato con Indianapolis dove giocò una sola stagione. All'epoca deteneva ogni record di franchigia nelle categorie dei ricevitori con 534 ricezioni (ora quarto dietro a Wes Welker, Julian Edelman e Troy Brown) per 10.352 yard (tuttora un record) e 67 touchdown (ora secondo dietro a Rob Gronkowski). Detiene anche i primati del club con 38 gare con almeno 100 yard ricevute, 10.479 yard dalla linea di scrimmage ed è secondo dietro a Kevin Faulk con 11.471 yard totali.
Nel 2021 The Athletic nominò Morgan la migliore venticinquesima scelta assoluta dalla fusione AFL-NFL ed è stato notato da diversi compagni di squadra la sua assenza dalla Pro Football Hall of Fame malgrado l'avere più yard ricevute e più touchdown su ricezione di molti dei suoi contemporanei.

## Palmarès

### Franchigia
- American Football Conference Championship: 1

New England Patriots: 1985

### Individuale
- Convocazioni al Pro Bowl: 4

1979, 1980, 1986, 1987
- Second-team All-Pro: 2

1980, 1986
- Leader della NFL in touchdown su ricezione: 1

1979